# 日本テレフォンショッピング
日本テレフォンショッピング株式会社は、耐久消費財などの通信販売企業である。東京都新宿区に本社を置く。日本テレフォン販売株式会社を前身としている。

## 沿革
- 1977年：小見山邦興、日本テレフォン販売株式会社を設立
- 1978年：日本テレフォンショッピング株式会社に変更
- 1999年：自社サイト「日本テレフォンショッピング」開設